# Probles rarus
Probles rarus är en stekelart som beskrevs av Horstmann 1981. Probles rarus ingår i släktet Probles och familjen brokparasitsteklar. Arten är reproducerande i Sverige. Inga underarter finns listade i Catalogue of Life.